# Kudachi
Kudachi är en ort i Indien.   Den ligger i distriktet Belgaum och delstaten Karnataka, i den sydvästra delen av landet, 1 400 km söder om huvudstaden New Delhi. Kudachi ligger 547 meter över havet och antalet invånare är 19 272.
Terrängen runt Kudachi är platt. Runt Kudachi är det tätbefolkat, med 442 invånare per kvadratkilometer. Närmaste större samhälle är Shiraguppi, 15,5 km väster om Kudachi. Trakten runt Kudachi består till största delen av jordbruksmark.